# Taylor Marie Hill
Pour les articles homonymes, voir Taylor Hill et Hill.
Taylor Hill, (née le 5 mars 1996, à Palatine, dans l'Illinois) est une actrice et mannequin américain. En 2015, elle devient un ange de la marque de lingerie Victoria's Secret. Elle a joué dans plusieurs films comme Babylon ou The Broken Hearts Gallery.

## Biographie
Taylor Hill est née à Palatine, dans l'Illinois, mais a grandi à Arvada, dans le Colorado.
Elle a une sœur ainée, Logan Rae (née le 12 janvier 1995), une sœur, Mackinley (née le 9 août 1997) et un frère cadet, Chase (né le 27 avril 1999).
Elle est découverte à l'âge de 14 ans, dans le ranch de Granby dans le Colorado par Jim Jordan, un photographe.
Elle a pratiqué la gymnastique et est diplômée de la Pomona High School.
En 2013, Taylor Hill pose pour Intimissimi puis pour Forever 21.
L'année suivante, elle pose pour H&M et défile lors du Victoria's Secret Fashion Show.
Elle apparaît dans les magazines Amica, Elle (Australie, France), Glamour ou Marie Claire.
Elle a défilé pour 3.1 Phillip Lim, Alberta Ferretti, Alexander Wang, Anthony Vaccarello, Armani Privé, Atelier Versace, Barbara Bui, BCBG Max Azria , Carolina Herrera, Chanel, Christopher Kane, Damir Doma, DKNY Dolce & Gabbana, Elie Saab, Emporio Armani, Ermanno Scervino, Gabriela Cadena, Giles, Giorgio Armani, Hervé Léger, IRFE, Kaufmanfranco, Kenzo, Leonard Paris, Maxime Simoëns, Michael van der Ham, Mugler, Paul & Joe, Paul Smith, Public School, Rachel Zoe, Ralph Lauren, Richard Nicoll, Roksanda Ilincic, Versace, Victoria's Secret, Viktor & Rolf ou Vivienne Westwood.

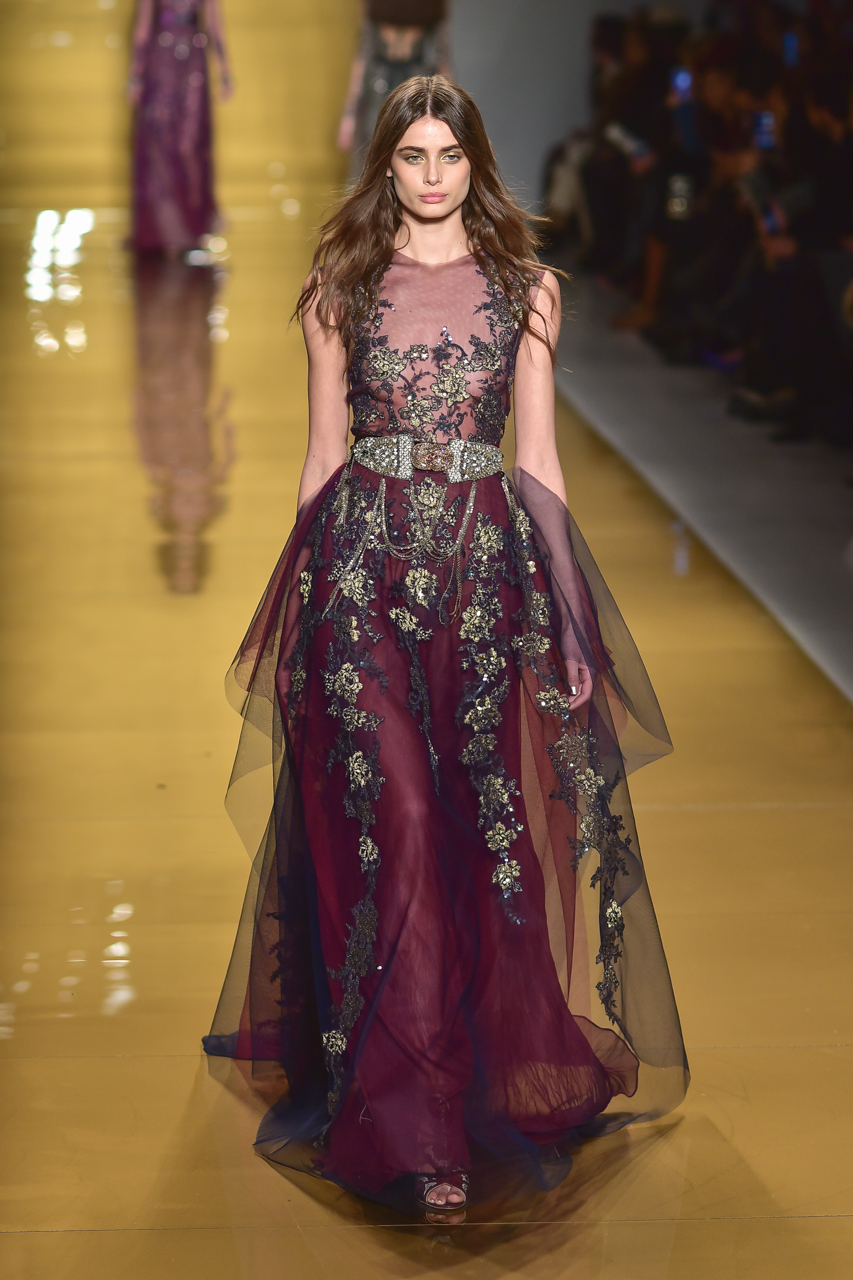
Taylor Hill lors d'un défilé Reem Acra.

Le « prix de mannequin de l'année » lui a été décerné pour les Fashion Media Awards 2015.
Elle apparaît en 2016 dans le film The Neon Demon et se place dans le classement du magazine Forbes parmi les mannequins les mieux payés au monde avec environ 4 millions de dollars gagnés entre 2015 et 2016.
En juillet 2016, elle est devenue le nouveau visage de Lancôme.

## Vie privée
Le 25 juin 2021, elle se fiance à Daniel Fryer.

## Filmographie

### Cinéma
- 2016 : The Neon Demon : une mannequin
- 2020 : The Broken Hearts Gallery : Taylor
- 2021 : Dating and New York : Olivia
- 2021 : Good on Paper : Chanterelle
- 2022 : Babylon de Damien Chazelle : Rebecca

### Télévision
- 2019 : Too Old to Die Young : Donna (2 épisodes)